# Charles Coquerel
Jean Charles Coquerel fue un médico naval, naturalista, y entomólogo francés (2 de diciembre de 1822, Ámsterdam - 14 de abril de 1867, la Réunion).

## Biografía
Se recibió de médico doctorado en 1849 con una tesis titulada De la cécité nocturne. Coquerel recolectó insectos en Madagascar y en las islas vecinas. Una parte de sus descripciones luego de su muerte, fueron publicadas por Léon Marc Herminie Fairmaire (1820-1906) en sus Notes sur les Coléopteres recueillis par Charles Coquerel a Madagascar et sur les côtes d'Afrique, de 1869. Coquerel fue autor de numerosas publicaciones como un anexo sobre insectos en Voyage à Madgascar au couronnement de Radama II (1865) de Auguste Vinson (1820-1903). Sus Lettres d'un marin à sa famille aparecen póstumamente en 1870 (Germer-Baillière, París).

## Honores

### Epónimos
Numerosas especies le fueron dedicadas como:
- el ave Coua coquereli Grandidier, 1867
- el lemúrido Propithecus coquereli Milne-Edwards, 1867
- otro lemúrido, Mirza coquereli Grandidier, 1867

## Abreviatura (zoología)
La abreviatura Coquerel  se emplea para indicar a Charles Coquerel como autoridad en la descripción y taxonomía en zoología.